# いわさききょうこ
いわさき きょうこ（Kyoko Iwasaki、1981年8月1日 - ）は東京都墨田区出身のシンガーソングライター。ピアノとギターを弾き語る。愛称はいわきょー。

## 略歴
- 2000年 - 立教大学在学中に高校時代の同級生「梶原もも子」とのユニット「ピコマコ」を結成。
- 2003年 - 「ピコマコ」として、ユニバーサルミュージックよりオリジナル曲「フォトグラフ」をリリース。
- 2004年 - 「ピコマコ」解散後 ソロアーティストとして活動。同時に全国ツアー開始。
- 2011年 - アルバム「今、僕のすべて」を発表。
- 2012年 - ネットTV「どこへ行くフォークソング」を井上ともやすと共に主宰し、パーソナリティをつとめる。
- 2013年 - アルバム「歌は眠らない」を発表。
- 2015年 - アルバム「歌は眠らない II」を発表。
- 2018年 - アルバム「道の鼓動」を発表。
- 2021年 - アルバム「かっぱが飛んだ空」、ライブアルバム「Live in the Garage 2021」発表。

## ディスコグラフィ

### アルバム

#### オリジナル・アルバム
1. 僕のセイだと僕は知る（2008年5月10日）
2. 今、僕のすべて（2011年3月23日）
3. 道の鼓動（2018年1月26日）
4. かっぱが飛んだ空（2021年6月10日）
5. Live in the Garage 2021（2021年12月25日）

#### ミニ・アルバム
1. 風人（2007年5月20日）
2. 花のように（2012年5月17日）
3. Downtown Rhapsody（2014年2月15日）

#### カバー・アルバム
1. 歌は眠らない（2013年12月1日）
2. 歌は眠らない II（2015年10月7日）

## ラジオ
- ピコマコの烏龍茶ナイト（文化放送）

| 文化放送 火曜26:30-27:00枠 | 文化放送 火曜26:30-27:00枠 | 文化放送 火曜26:30-27:00枠       |
| 前番組                     | 番組名                     | 次番組                           |
| -------------------------- | -------------------------- | -------------------------------- |
| Jump!Come!Music!           | ピコマコの烏龍茶ナイト     | Dear キャンパスもも色・Nonカラー |